# Миртиллокактус геометрический
Миртиллокактус геометрический (лат. Myrtillocactus geometrizans) — вид растений из рода Миртиллокактус семейства Кактусовые (Cactaceae), типовой вид этого рода. Популярное комнатное растение.

## Название
В синонимику вида входят следующие названия:
- Myrtillocactus grandiareolatus — Миртиллокактус крупноареолированный[1][2].
- Myrtillocactus pugionifer[2].

## Распространение
Естественный ареал вида — Центральная Мексика.
Жители мексиканского штата Оахака называют это растение padre nuestro («наш отец»).

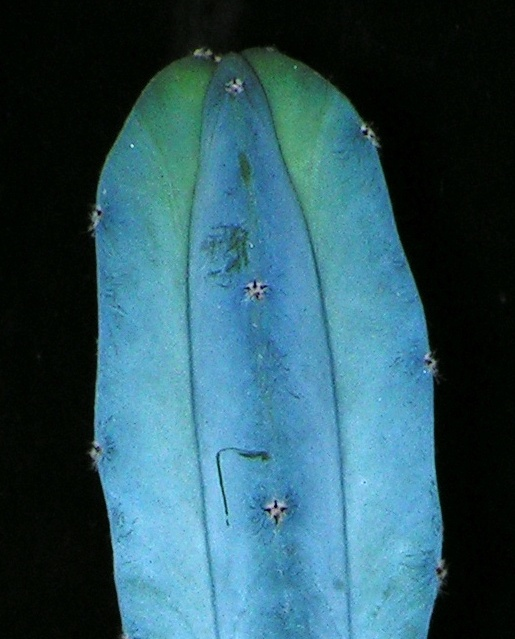
Голубоватая поверхность молодого побега

## Биологическое описание
Растения достигают в высоту 4,5 м; активно ветвятся, из-за этого нередко похожи на деревья.
Поверхность стеблей, особенно молодых, — голубовато-зелёная, будто покрытая голубым инеем.
Цветки зеленовато-белые; по сравнению с общими размерами растений и другими представителями цереусовых — довольно мелкие: в длину — до 25 мм. Время цветения — весна и раннее лето.

## Культивирование и агротехника
См. соответствующие разделы в статье Миртиллокактус